# Acoreus
Acoreus était un savant et astronome que consultait Jules César selon le poète romain Lucain. Jules César lui posait de nombreuses questions sur l'Égypte ancienne et son calendrier égyptien. Il apprit ainsi que les Égyptiens calquaient leur année sur l'année solaire c'est-à-dire sur le mouvement apparent du Soleil dans toutes les constellations zodiacales. Ceux-ci savaient qu'une telle année durait en moyenne 365 1/4 jours.
Les Égyptiens furent les premiers à fonder leur calendrier sur l'année solaire. Leur année civile était de 365 jours organisés en douze mois de trente jours chacun avec une intercalation de cinq jours par an.